# Daimús
Daimús és un municipi del País Valencià a la comarca de la Safor.

## Història
El topònim prové de l'àrab dāmús (o daymús) que significa 'cova' o 'aljub'. Hi ha evidències d'assentament romà en l'Hort del Comte i el sepulcre de Baebiae Quietae que podria haver estat la ciutat romana d'Artemision. En qualsevol cas, l'origen del poble actual és un llogaret musulmà adscrit al castell de Bairén. Fins al 1535 va pertànyer a Gandia. Després de l'expulsió dels moriscos fou repoblat per carta pobla de 1612. Va formar part del senyoriu dels comtes d'Almenara fins al segle xix. El 1932 es declararen expropiables, segons els criteris fixats en la llei de Bases per a la Reforma Agrària, el 13,7 % de les terres municipals i pertanyents a propietaris no residents al municipi.
L'any 1506 aparegueren, en un terreny conegut com el sepulcre de Baebiae Quietae que actualment es dedica a la producció agrícola, dos caps de marbre (un d'home i un de dona) i dos làpides romanes, una de les quals es trobava en una torreta antiga i l'altra en un sepulcre amb forma de torre.

## Demografia i economia
El gentilici de Daimús és daimuser, tot i que popularment a la resta de pobles de la comarca es coneixen amb el sobrenom de 'tramussers', tret de Miramar, on els anomenen 'floricolers'.
L'economia del municipi ha sigut tradicionalment agrícola, destacant els cítrics i les hortalisses. No obstant això, des dels anys seixanta del segle xx Daimús ha experimentat un creixement del sector terciari a causa del desenvolupament del turisme, que actualment fa que la població es multiplique en època estiuenca. L'escassa indústria gira també al voltant de la comercialització de la taronja.
| 1990  | 1992  | 1994  | 1996  | 1998  | 2000  | 2002  | 2003  | 2004  | 2005  | 2007  | 2008  | 2009  | 2010  | 2012  |
| ----- | ----- | ----- | ----- | ----- | ----- | ----- | ----- | ----- | ----- | ----- | ----- | ----- | ----- | ----- |
| 1.218 | 1.277 | 1.293 | 1.389 | 1.438 | 1.674 | 1.855 | 2.101 | 2.242 | 2.353 | 2.862 | 3.007 | 3.068 | 3.171 | 3.130 |

## Edificis d'interés
És interessant visitar el barri dels Pedregals, poblat mariner. Del patrimoni arquitectònic i artísitc, destaquen:
- Església de sant Pere apòstol. Neoclàssica, del segle xvii.
- Església de la mare de Déu de Fàtima.

## Gastronomia
L'arròs al forn de Quaresma, amb tomaca i tonyina, els pebres farcits i la paella són els guisats més populars de Daimús.

## Política i Govern

### Composició de la Corporació Municipal
El Ple de l'Ajuntament està format per 11 regidors. En les eleccions municipals de 26 de maig de 2019 foren elegits 7 regidors del Partit Popular (PP), 3 de Compromís por Daimús (Compromís) i 1 del Partit Socialista del País Valencià (PSPV-PSOE).
| Eleccions municipals de 26 de maig de 2019 - Daimús                                                                           |                                          |                                     |                                     |        |          |          |
| Candidatura | Candidatura                              | Candidatura                         | Cap de llista                       | Vots   | Vots     | Regidors |
| | Partit Popular                           |                                     | Francisco Javier Planes Planes      | 1.051  | 56,63%   | 7 ()     |
| | Compromís per Daimús                     |                                     | Ana Beneyto Seguí                   | 500    | 26,94%   | 3 ()     |
| | Partit Socialista del País Valencià-PSOE |                                     | Salvador Moncho Giménez             | 187    | 10,08%   | 1 ()     |
| | Altres candidatures                      |                                     |                                     | 111    | 5,98%    | 0        |
| | Vots en blanc                            |                                     |                                     | 7      | 0,38%    |          |
| Total vots vàlids i regidors                                                                                                  | Total vots vàlids i regidors             | Total vots vàlids i regidors        | Total vots vàlids i regidors        | 1.856  | 100 %    | 11       |
| | Vots nuls                                | Vots nuls                           | Vots nuls                           | 16     | 0,85%    |          |
| Participació (vots vàlids més nuls)                                                                                           | Participació (vots vàlids més nuls)      | Participació (vots vàlids més nuls) | Participació (vots vàlids més nuls) | 1.872  | 72,11%** |          |
| Abstenció | Abstenció                                | Abstenció                           | Abstenció                           | 724*   | 27,89%** |          |
| Total cens electoral | Total cens electoral                     | Total cens electoral                | Total cens electoral                | 2.596* | 100 %**  |          |
| Alcalde: Francisco Javier Planes Planes (PP) (15/06/2019) Per majoria absoluta dels vots dels regidors (7 vots de PP)         |                                          |                                     |                                     |        |          |          |
| Fonts: JEC, JEZ Gandia, M. Interior, Periòdic Ara. (* No són vots sinó electors. ** Percentatge respecte del cens electoral.) |                                          |                                     |                                     |        |          |          |

### Alcaldes
Des de 2011 l'alcalde de Daimús és Francisco Javier Planes Planes de PP.
| Període                       | Alcalde o alcaldessa           | Partit polític | Data de possessió | Observacions |
| ----------------------------- | ------------------------------ | -------------- | ----------------- | ------------ |
| 1979–1983                     | Carlos Chova Nadal             | AI             | 19/04/1979        | --           |
| 1983–1987                     | José Catalá Fuster             | OIV            | 28/05/1983        | --           |
| 1987–1991                     | Juan Bautista Seguí Ferrer     | PSPV-PSOE      | 30/06/1987        | --           |
| 1991–1995                     | Melchor Maño Sabater           | AID            | 15/06/1991        | --           |
| 1995–1999                     | Melchor Maño Sabater           | PP             | 17/06/1995        | --           |
| 1999–2003                     | Melchor Maño Sabater           | PP             | 03/07/1999        | --           |
| 2003–2007                     | Melchor Maño Sabater           | PP             | 14/06/2003        | --           |
| 2007–2011                     | Melchor Maño Sabater           | PP             | 16/06/2007        | --           |
| 2011–2015                     | Francisco Javier Planes Planes | PP             | 11/06/2011        | --           |
| 2015–2019                     | Francisco Javier Planes Planes | PP             | 13/06/2015        | --           |
| 2019-2023                     | Francisco Javier Planes Planes | PP             | 15/06/2019        | --           |
| Des de 2023                   | n/d                            | n/d            | 17/06/2023        | --           |
| Fonts: Generalitat Valenciana |                                |                |                   |              |

## Personatges il·lustres
- José Seguí Cardona, Gorxa, pilotari.